# Bibliothek des Bischöflichen Priesterseminars Fulda
Die Bibliothek des Bischöflichen Priesterseminars Fulda (Hauptbibliothek der Theologischen Fakultät) ist die zentrale bibliothekarische Einrichtung und diözesane Leitbibliothek des Bistums Fulda. Sie ist eine öffentliche wissenschaftliche Bibliothek, eine der größten wissenschaftlichen Bibliotheken in kirchlicher Trägerschaft deutschlandweit und Mitglied der Arbeitsgemeinschaft Katholisch-Theologischer Bibliotheken (AKThB).

## Geschichte
Die Bibliothek wurde im Jahr 1572 gegründet und befindet sich seit 1994 in der Domdechanei. Die Bibliothek ist für die Ausbildung von Theologen in Fulda seit dem Jahr 1985 mit den Fachseminarbibliotheken der Theologischen Fakultät vereinigt. Damit erreichte die Bibliothek den Rang einer Hochschulbibliothek. Sie nimmt zudem diözesanbibliothekarische Aufgaben wahr. Leiterin der Bibliothek ist Bibliotheksdirektorin Dr. Alessandra Sorbello Staub.

## Bestand und Sammelschwerpunkte
Der Bestand umfasst derzeit über 350.000 Medien (Stand Juli 2023). Sammelschwerpunkte der Bibliothek sind Theologie und Philosophie mit besonderer Berücksichtigung der Kirchen- und Bistumsgeschichte.
Zu ihren historischen Beständen zählen über 2000 mittelalterliche und neuzeitliche Urkunden, Handschriften und Archivalien, 146 Inkunabel sowie ca. 40.000 Drucke aus dem 16.–19. Jahrhundert. Sie unterhält zwei Sondersammlungen zu Georg Witzel und Athanasius Kircher und das Archiv für Pastorale Arbeitshilfen (AfPA).